# Ron Paul
Ronald Ernest Paul, detto Ron (Pittsburgh, 20 agosto 1935), è un politico statunitense. Esponente della corrente libertaria e non-interventista del Partito Repubblicano, è stato membro della Camera dei rappresentanti per lo stato del Texas dal 1976 al 1977, dal 1979 al 1985 e, infine dal 1997 al 2013, avendo conseguito il suo mandato congressuale presso il XIV collegio distrettuale del Texas, e ha presieduto la commissione Affari Monetari della Camera. Eletto per la prima volta al Congresso degli Stati Uniti nel 1976 per poi tornare alla pratica medica nel 1985, venne nuovamente rieletto alla Camera dei Rappresentanti nel 1996 ripresentandosi ancora nelle file del Partito Repubblicano. Diventato membro del Republican Liberty Caucus (RLC), Ron Paul venne riconfermato durante tutte le successive elezioni.
Oppositore della corrente neocon del Partito Repubblicano e delle politiche dell'amministrazione federale particolarmente in materia di economia, affari esteri e libertà civili, Ron Paul è conosciuto nell'ambito parlamentare statunitense con i soprannomi di "Mister No" e "Dr. No" a causa di tutti i suoi voti negativi nei confronti di atti e proposte legislativi che a suo avviso vanno contro i princìpi la Costituzione degli Stati Uniti e come "Il campione della Costituzione" per il medesimo motivo.
Famoso per essere uno dei congressisti più attivi e con più progetti di legge bipartisan, in politica monetaria è da sempre fautore del ripristino del sistema aureo e dell'abolizione della Riserva Federale (da lui ritenuta organo incostituzionale). Autore di numerosi libri di successo tra cui End the FED (End the FED. Abolire la Banca Centrale) e The Revolution: A Manifesto (La terza America. Un manifesto. The revolution), fu uno dei candidati per le elezioni presidenziali del 1988 e del 2008 ed è stato tra i contendenti repubblicani alle elezioni presidenziali del 2012. Paul ha anche sostenuto l'abolizione o la riduzione dei poteri e delle dimensioni di polizie federali e servizi segreti, come FBI, CIA e Homeland Security.

## Anni giovanili e istruzione
Ron Paul nacque a Green Tree, in Pennsylvania, figlio di Margaret "Peggy" Paul e Howard Caspar Paul. Paul fu il terzo di cinque figli nati negli anni seguenti alla Grande depressione, e divise per anni la sua camera con i fratelli William, David, Jerrold e Wayne. Paul iniziò a lavorare fin da giovanissimo all'Harold's Diary, successivamente scrisse su un giornale, lavorò in una bottega, e vendette il latte (un suo cliente fu il famoso giocatore di baseball Honus Wagner).
Molto bravo in atletica leggera, si diplomò al Dormont High School nel 1953 con lode. Fu giocatore di football, di baseball, nonché presidente del consiglio studentesco del suo liceo. Dopo essersi iscritto al Gettysburg College, ricevette una borsa di studio; in quegli anni diresse il bar del college, e gareggiò nella squadra di nuoto. Entrò a far parte della Lambda Chi Alpha, e nel 1957 ottenne il bachelor in biologia.

## Matrimonio e famiglia
Durante la permanenza alla Dormont, Carol Wells invitò Ron Paul alla festa per il suo sedicesimo compleanno, successivamente, dopo gli anni del college, Paul chiese a Carol di sposarlo, il matrimonio si celebrò il 1º febbraio 1957 nella chiesa presbiteriana di Dormont davanti a 300 ospiti. Da questo matrimonio sono nati cinque figli (Ronald "Ronnie" Paul Jr., Lori Paul Pyeatt, Randall "Rand" Paul, Robert Paul, Joy Paul-LeBlanc), figli dai quali ebbero diciotto nipoti e un pronipote; tre dei cinque figli di Ron, precisamente Robert, Joy e Rand, svolgono a loro volta la professione di medici.
Fu Ron Paul a sostenere interamente i costi per l'educazione dei figli, rinunciando ai finanziamenti federali perché provenienti da tasse, lo stesso motivo che spinge Ron Paul a rinunciare annualmente alla pensione congressuale che gli spetterebbe di diritto.

## Carriera militare e medica
Nel 1961 conseguì la laurea in medicina alla Duke University School of Medicine, nello stesso anno iniziò l'internato presso l'Henry Ford Hospital di Detroit, dove si trasferì insieme alla moglie Carol. La sua prima esperienza da dottore venne però bruscamente interrotta dall'aggravarsi della crisi di Cuba e dalla chiamata alle armi nei ranghi dell'aeronautica militare americana dove entrò a far parte del corpo medico di stanza presso la base aerea di Kelly in San Antonio fino a raggiungere il grado di capitano medico, conseguendo nel contempo il brevetto di volo.
Successivamente venne distaccato presso ospedali militari in basi situate in Corea del Sud, Iran, Etiopia e Turchia come medico otorinolaringoiatra. Paul rimase sotto le armi fino al 1965. La sua esperienza di medico militare, nel corso della quale sottopose ad esami di idoneità al volo numerosi aspiranti piloti di elicotteri, molti dei quali in seguito trovarono la morte in Vietnam, ebbe un'influenza rilevante sulle sue idee anti-interventiste in materia di politica estera. Nel 1964, mentre risiedeva a San Antonio, appoggiò la candidatura del repubblicano Barry Goldwater alla presidenza degli Stati Uniti.
Nel 1965 entrò a far parte della Guardia Nazionale Aerea del Texas, dove rimase fino al 1968. Successivamente andò a terminare il suo internato nella Università of Pittsburgh, cambiando la sua specializzazione in ostetricia e ginecologia. I risultati della sua ricerca sulle patologie ematiche delle partorienti, portata avanti durante la sua "residency", verranno pubblicati nella rivista medica Obstetrics and Gynecology. Terminata la specializzazione si trasferì a Surfside Beach, in Carolina del Sud, per poi spostarsi a Lake Jackson, in Texas, rilevando lo studio di un dottore che andava in pensione.
Paul si trovò ad essere l'unico ginecologo della contea di Brasoria, dove in media aiutò a nascere 40-50 bambini al mese, oltre a compiere spesso interventi chirurgici. Diventò noto per il fatto di offrire spesso la propria opera gratuitamente ai pazienti poveri, e di concordare sconti o pagamenti rateali per coloro che non potevano permettersi cure essenziali ma costose.

## Posizioni politiche
Le posizioni politiche di Ron Paul si possono facilmente ritrovare nel solco della Scuola austriaca e dei grandi autori libertariani, come Friedrich von Hayek, Ludwig Von Mises, e soprattutto Murray Rothbard. La sua candidatura del 1988 nel Libertarian Party sta proprio a dimostrare queste sue caratteristiche tipiche del liberismo di destra che certamente non rientrano nella consuetudine del Partito Repubblicano degli ultimi decenni.
Per Ron Paul il ruolo del governo non è quello di modellare la società e il popolo bensì quello di preservare la libertà. Egli ha pubblicamente criticato governo e congresso per avere rinunciato a libertà civili in cambio di sicurezza, un tipo di privazione a cui "mai bisogna cedere" secondo Paul, ritenendo altresì che i principali problemi degli Stati Uniti derivino attualmente dal mancato rispetto sia della suddivisione dei poteri secondo l'ordinamento costituzionale sia più in generale della Costituzione stessa e dei principii in essa contenuti. Di conseguenza, è per una interpretazione estremamente rigorosa del dettato costituzionale.

### Politiche economiche e sociali
Le idee economiche di Ron Paul si ispirano principalmente alla Scuola austriaca e al libertarianismo, che lo fanno propendere verso posizioni liberali estreme, a favore di un totale libero mercato, di una bassa, se non nulla, tassazione, cancellazione di ogni sovvenzione e assistenzialismo. Paul ha chiesto più volte che Medicare e Medicaid siano trasformati in un buono-salute finanziato con la contribuzione volontaria e non coercitiva.

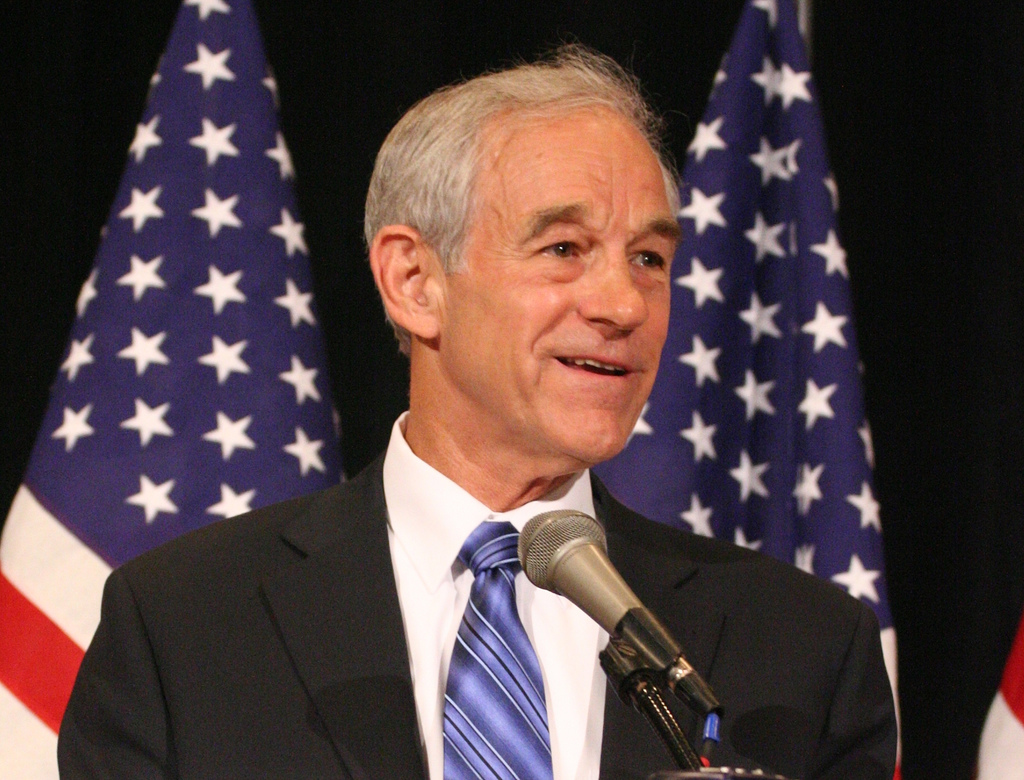
Ron Paul parla al National Right to Life Convention (15 giugno 2007)

Propone la cancellazione di ogni tassazione sul reddito e un taglio radicale delle spese militari. Da queste sua posizioni nasce il suo soprannome di "Taxpayer's Best Friend" (il miglior amico del contribuente, come è stato premiato più volte nella speciale classifica del Congresso).
Il 15 giugno 2007 ha presentato alla Camera dei Rappresentanti la H.R. nº 2755 ovverosia la "Legge per abolire il Consiglio dei Governatori del Sistema della Riserva Federale e della Banca della Riserva Federale, per abrogare la Legge sulla Riserva Federale e per altri scopi" con l'obiettivo di ristabilire le prerogative della politica monetaria così come descritte dalla Costituzione degli Stati Uniti, la quale stabilisce che il Congresso conii i soldi e batta la moneta (Articolo I, Sezione 8, Comma 5) e che i debiti degli Stati Uniti siano depositati in oro e argento (Articolo I, Sezione 10, Comma 1).
Nel gennaio 2008 Ron Paul ha realizzato l'economic revitalization plan nel quale vengono proposte una serie di riforme radicali inerenti all'economia, dall'eliminazione della tassazione diretta, alla diminuzione della spesa pubblica, passando per una riforma monetaria finalizzata a restituire la parità aurea alla moneta, tese a rilanciare e a incrementare la prosperità statunitense.
Sostiene la sanità di libero mercato.
Dal punto di vista monetario è favorevole a ritornare al sistema aureo. Tuttavia, secondo Ron Paul, ciò dovrebbe avvenire senza imposizioni da parte del governo bensì attraverso la libera concorrenza valutaria e il ripristino dei principii del free banking. Si tratterebbe pertanto di abolire la caratteristica del dollaro emesso dalla Riserva Federale di essere unica divisa ufficiale statunitense a corso legale e conseguentemente permettere a privati ed enti di emettere loro valuta in un quadro preciso di regole.
In questo modo la fine del monopolio sulla emissione della divisa detenuto dalla Riserva Federale dovrebbe portare naturalmente alla scelta, da parte del cittadino, del sistema monetario migliore e maggiormente affidabile, che secondo Ron Paul consiste nel sistema monetario aureo. A tal proposito nel marzo 2011 Ron Paul ha presentato la H.R. nº 1098 ovverosia la "Legge sulla libera concorrenza della valuta" nella quale viene abolita ogni restrizione ostativa alla monetazione privata, tra cui le tasse sul possesso e la circolazione di oro e argento. È inoltre favorevole ad ogni cancellazione di regolamentazioni in tema di mercato, e al ritorno di un governo centrale debole, nel solco dello Stato minimo tipicamente miniarchico.

### Politica estera
Ron Paul è per il non-interventismo: vorrebbe il ritiro di tutte le truppe statunitensi presenti in Medio Oriente, in Europa e nel resto del mondo. A tal proposito egli ha indicato come priorità per il governo USA di smettere di essere "il poliziotto del mondo". Nel solco della tradizione libertariana egli è favorevole al neutralismo in politica estera, sostenendo che esso sia garanzia di prosperità economica e sviluppo nella libera circolazione delle merci, una posizione che può essere sintetizzata con il celebre motto di Thomas Jefferson "commercio con tutte le nazioni, alleanza con nessuna". Per questi motivi Ron Paul ha proposto la fine della politica statunitense di embargo contro Cuba.
In merito ai rapporti con Israele Ron Paul ha dichiarato di considerare esso come un semplice partner al pari degli altri Paesi di quella regione, proponendo la cancellazione di ogni sovvenzione verso lo Stato ebraico così come verso ogni altra nazione. È contrario sia al NAFTA sia all'integrazione statale con il Messico, sostenendo che ambedue possano potenzialmente provocare una enorme ondata migratoria e una cessione impropria di sovranità e indipendenza a favore di élite tecnocratiche non controllabili dal popolo. È inoltre per l'uscita degli Stati Uniti da tutte le organizzazioni sovranazionali, quali ONU, NATO, WTO e FTAA.

### Politica interna
Ron Paul ha criticato apertamente tutte le decisioni, lesive delle libertà individuali, intraprese dall'amministrazione federale. In questo senso si è sempre opposto al Patriot Act proponendone più volte la totale abrogazione in favore del ripristino dell'habeas corpus conculcato dalle leggi anti-terrorismo. Sempre in difesa delle libertà individuali propone il ridimensionamento, se non la cancellazione, di apparati come FBI, CIA e Homeland Security.
È per la libera circolazione di persone e capitali ma si oppone all'immigrazione clandestina proponendo altresì l'impiego del personale militare, da ritirare dai teatri di guerra, nella salvaguardia delle frontiere degli Stati Uniti. È favorevole all'abolizione della cittadinanza per nascita ("ius soli"), poiché secondo Ron Paul molti stranieri clandestini ne approfittano per far nascere i propri figli in USA solo per avere la cittadinanza.
Nonostante sia un libertariano, come politico e medico ginecologo è sempre stato oppositore dell'aborto e si batte per far sì che il concepimento venga riconosciuto come momento di inizio della vita umana. Ha tuttavia dichiarato che le leggi sul divieto di aborto dovrebbero essere delegate ai singoli Stati e non alle istituzioni federali. Paul riconosce che in caso di stupro si possa derogare al divieto di aborto e ammettere l'interruzione di gravidanza.
È contrario all'eutanasia attiva (a differenza del suo ex partito, il Libertarian Party) e al contempo all'accanimento terapeutico, mentre ha una posizione più sfumata sul suicidio assistito, ed è favorevole al cosiddetto testamento biologico. Ritiene che in questi casi la legge debba comunque rispettare la volontà del popolo dei singoli Stati. Ha votato contro la concessione dei finanziamenti federali alla ricerca sulle cellule staminali embrionali.
Ha votato per una liberalizzazione delle adozioni e delle unioni omosessuali, anche se, come per il matrimonio, ritiene che non sia materia di legislazione federale.
È favorevole alla eliminazione delle leggi federali che vietano la prostituzione e le sostanze stupefacenti (in questa ottica si è infatti schierato apertamente contro la War on Drugs degli ultimi decenni), ritenendo inoltre che la tossicodipendenza sia un problema di carattere non criminale bensì clinico (cioè medico) e pertanto come tale vada affrontato. Secondo Ron Paul si tratta di questioni di stretta pertinenza degli Stati, su cui sono eventualmente questi ultimi a dovere legiferare e non le istituzioni di grado federale.
È contrario ad ogni restrizione sull'uso e sul porto delle armi a scopo difensivo per i maggiorenni incensurati, che considera parte del diritto costituzionale alla sicurezza personale. Vorrebbe l'abolizione della pena di morte a livello federale, punizione che egli ha definito come "incivile" e a cui si oppone per principio. Ha inoltre aggiunto che, a suo parere, essa viene applicata solo a coloro che non hanno la possibilità di difendersi pagando un costoso avvocato. Paul si è pronunciato anche contro l'ergastolo.
È per un federalismo spinto: secondo Ron Paul sia l'istruzione sia il sistema pensionistico sia la politica sanitaria e, più in generale, qualunque altra materia che non sia espressamente demandata all'amministrazione federale in calce alla Costituzione, in base al principio di sussidiarietà contenuto nella Carta dei Diritti degli Stati Uniti (Decimo Emendamento) non sono temi di competenza federale e pertanto devono essere i singoli Stati a occuparsene e non il governo USA. Di conseguenza egli propone l'abolizione di tutti quei dipartimenti, enti e agenzie federali che, secondo Ron Paul, sono da considerarsi incostituzionali tra cui il Dipartimento dell'Istruzione, l'Ente federale per la gestione delle emergenze e la TSA (Transportation Security Administration) della quale invoca la dismissione attraverso la privatizzazione.
Sostiene una religione civile e i valori cristiani sul modello dei Padri Fondatori in contrasto sia con il confessionalismo sia con il laicismo, ed è un oppositore del razzismo.

## Prima carriera congressuale
Fin da giovane Ron Paul fu influenzato dalle teorie economiche del premi Nobel Friedrich von Hayek, dagli scritti di Ayn Rand e Ludwig von Mises, e dagli studi dell'economista Murray N. Rothbard, in sintesi Ron Paul abbracciò totalmente la Scuola Austriaca. Il 15 agosto 1971, quando il presidente degli Stati Uniti Richard Nixon abolì il sistema aureo, slegando di fatto il dollaro dall'oro, Ron Paul disse che tutto ciò che la Scuola Austriaca aveva predetto si era realizzato e decise di entrare in politica.

### Campagne
Nel 1974, in piena crisi monetaria, dovuta in parte anche alle folli spese della guerra del Vietnam, e in piena inflazione, Ron Paul divenne un delegato alla Texas Republican Convention e si candidò per la Camera dei Rappresentanti. Venne battuto dall'allora rappresentante democratico del XXII distretto del Texas, Robert R. Casey. Successivamente Casey venne messo dal presidente Gerald Ford a capo della Federal Maritime Commission. Nell'aprile del 1976 Paul vinse le elezioni contro il democratico Robert Gammage, vittoria che venne poi confermata nelle elezioni del 1978, 1980 e 1982.

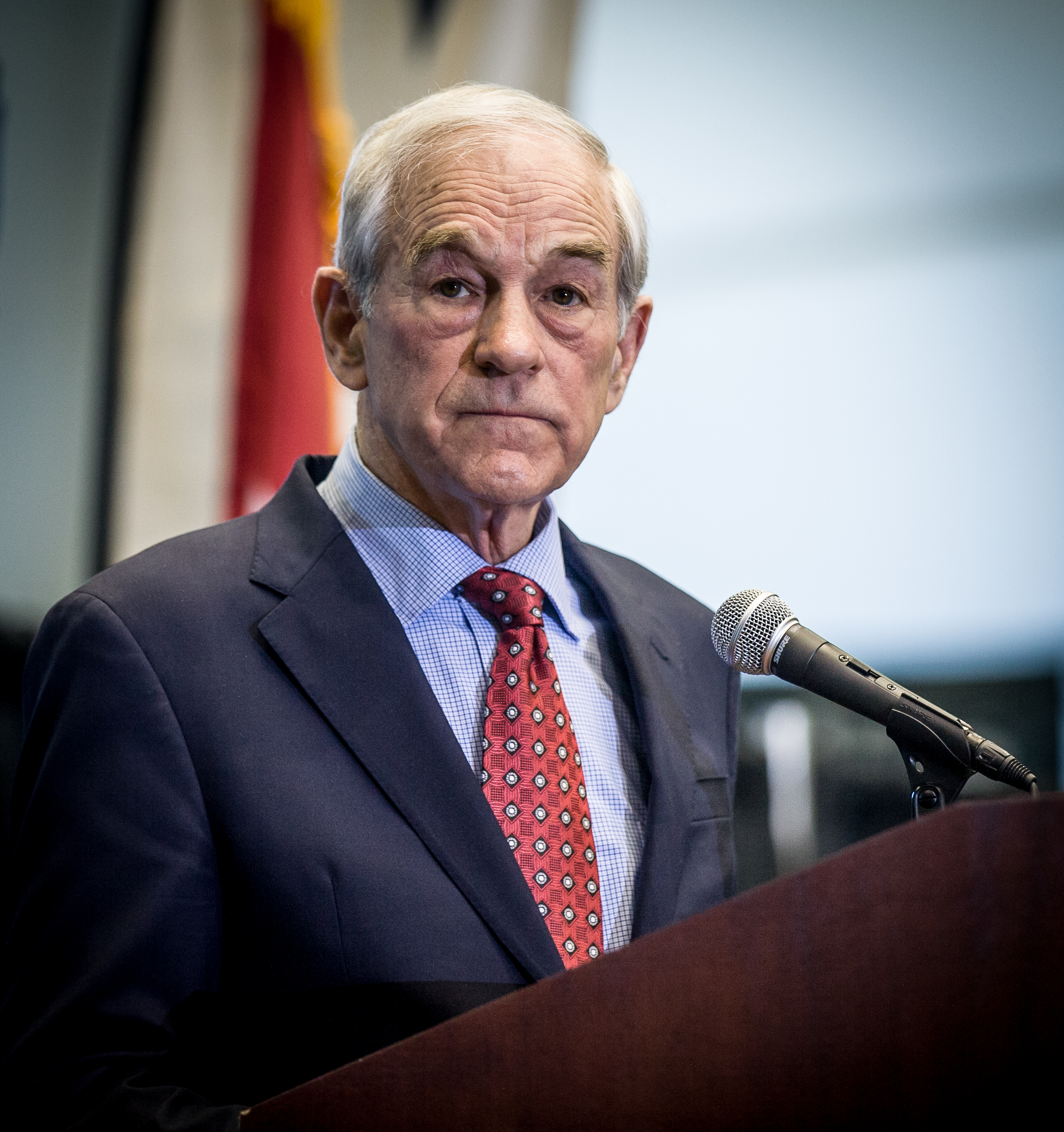
Ron Paul nel 2012

Ron Paul fu il primo rappresentante repubblicano di quell'area. Paul oltre al lavoro da rappresentante, continuò a svolgere il suo ruolo di ostetrico in determinati giorni della settimana. Nel 1976 Paul fu uno dei pochi rappresentanti repubblicani a sostenere la candidatura di Ronald Reagan contro il presidente Gerald Ford.

### Camera dei rappresentanti
Ron Paul fu il primo negli anni settanta a proporre limiti temporali alle elezioni del congresso, e fu uno dei pochi a rinunciare fin dall'inizio all'indennità congressuale. Quando, nel 1980, il presidente Jimmy Carter propose la restaurazione della leva obbligatoria, sostenuto anche dai vertici del Partito Repubblicano, Ron Paul si oppose fermamente, anche al suo stesso partito, definendo inconsistente e sbagliata questa proposta.
Entrò successivamente a far parte della House Banking Committee, ovvero la commissione finanza della camera dei rappresentanti. Durante questo periodo attaccò duramente la Riserva Federale denunciandola come vera causa dell'inflazione crescente negli Stati Uniti, e successivamente, nel 1982, nacque su idea di Paul e di Jesse Helms la U.S. Gold Commission, le conclusioni di Ron Paul vennero pubblicate dal Cato Institute nel libro The Case for Gold, oggi scaricabile dal sito del Ludwig von Mises Institute. Dal 1978 al 1982 il capo dello staff di Ron Paul fu Lew Rockwell, noto libertario americano.
Nel 1984 Paul decise di correre per il Senato degli Stati Uniti, ma perse le primarie repubblicane contro Phil Gramm, decise allora di tornare ad occuparsi a tempo pieno di medicina, e venne succeduto alla Camera dei Rappresentanti da Tom DeLay. Nel suo discorso di addio alla Camera dei Rappresentanti disse:

## Seconda carriera congressuale

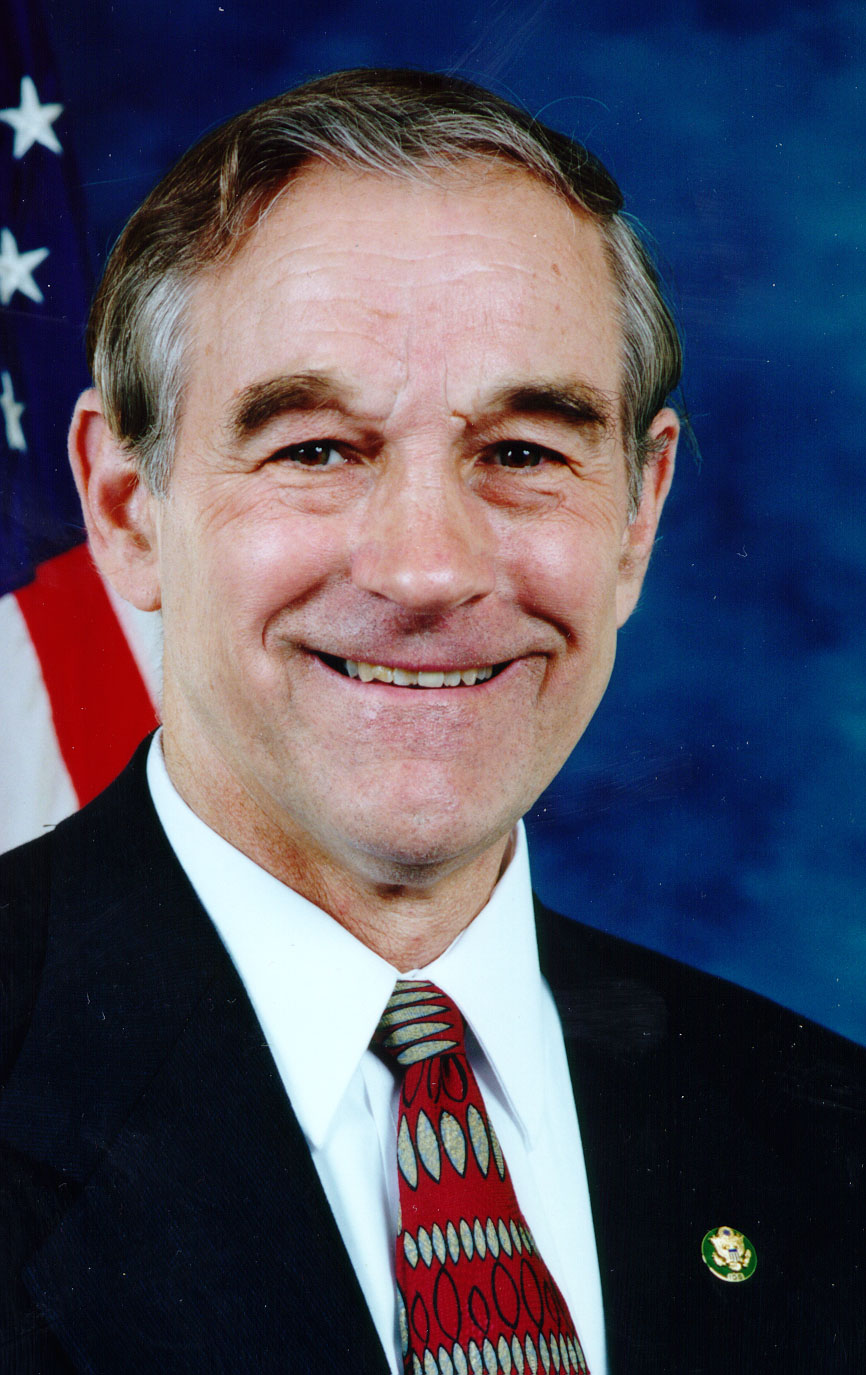
Foto ufficiale di Ron Paul come membro del Congresso

Nel 1996 Ron Paul venne rieletto alla Camera, presentandosi nel XIV collegio distrettuale del Texas e nuovamente tra le file dei repubblicani. In quell'occasione Paul riuscì a vincere sul parlamentare democratico uscente Greg Laughlin, grazie anche all'appoggio di personaggi illustri, non solo politici, statunitensi come Nolan Ryan e Steve Forbes, e nonostante il contrasto di uomini politici importanti quali l'allora speaker della Camera dei Rappresentanti Newt Gingrich, l'allora governatore del Texas (e futuro presidente degli Stati Uniti) George W. Bush e il padre di quest'ultimo ovverosia l'ex-presidente USA George Bush.

### Campagne successive
Nel 1998 e nel 2000 Ron Paul dovette lottare per il mantenimento del ruolo congressuale con il democratico Loy Sneary. Paul accusò Sneary di aver votato a favore dell'aumento del 5% del proprio stipendio da congressista e di aver aumentato in un anno i voli di stato del 400%: Paul vinse entrambe le campagne. Tra il 2001 e il 2003 venne firmata una petizione online da tutti i sostenitori di Ron Paul, che chiedevano la sua candidatura per le elezioni presidenziali del 2004, stessa richiesta che venne fatta da movimenti indipendenti.
L'11 dicembre 2001 Ron Paul dichiarò che non si sarebbe candidato per le presidenziali del 2004, ma che avrebbe partecipato alla nomination repubblicana nel 2008. Paul ha continuato ad essere rieletto. Nel 2011 è iniziato il suo dodicesimo mandato in qualità di congressista.

### Affiliazioni
Ron Paul fa parte della Commissione Affari Esteri della Camera, dove si interessa prevalentemente della zona pacifica e dell'Asia, e presiede la Commissione Affari Monetari della Camera nella quale egli si occupa di politica monetaria. Paul è un membro onorario e di punta dell'organizzazione affiliata al Partito Repubblicano denominata Republican Liberty Caucus, associazione politica di ispirazione libertariana, che persegue l'assoluta difesa dei diritti individuali, governo limitato, e libero mercato.
Fa inoltre parte del Liberty Committee, un'organizzazione liberale bipartisan, ed è fondatore del Congressional Rural Caucus. Paul è rimasto in buoni rapporti con il Libertarian Party e nel 2004 partecipò alla sua convention. Sempre nel 2004 sostenne il candidato del Costitution Party, Michael Peroutka.

### Azioni in Congresso
Ron Paul ha fatto parte di un gruppo congressuale bipartisan che ha mosso dure accuse all'allora presidente degli Stati Uniti Bill Clinton, in merito alla sua conduzione della guerra del Kosovo. Questo gruppo accusava Clinton di non aver informato in tempo reale il Congresso sullo svolgimento degli eventi bellici, e di non aver rispettato la costituzione statunitense dove dice che ogni dichiarazione di guerra può essere fatta solo dal Congresso.
Il Congresso bocciò la dichiarazione di guerra con la Jugoslavia con 427 voti, contro 2 soli voti favorevoli, inoltre l'assemblea votò per negare il supporto aereo per la campagna in Kosovo. Nonostante la decisione del Congresso la guerra iniziò grazie ad una sentenza di un giudice federale che sconfessò in pratica il Congresso. Ron Paul disse che questa decisione aggirò totalmente la Costituzione, e che il presidente degli Stati Uniti ormai avesse il potere di dichiarare guerra a prescindere dal consenso del Congresso.

## Campagna presidenziale del 1988
Ron Paul si candidò alle presidenziali del 1988 nelle file del Partito Libertario, dopo aver vinto le primarie del partito. Fortemente critico nei confronti del presidente Ronald Reagan e del suo vice George H. W. Bush per via del deficit enorme accumulato durante quella presidenza, arriva terzo accumulando 431.750 voti (0,47%), dietro il vincitore repubblicano George H. W. Bush (53,4%) e il democratico Michael Dukakis (45,6%). Come maggiore rappresentante del Libertarian Party, Ron Paul riuscì ad aumentare molto i consensi intorno alle posizioni da lui prese su vari argomenti, come tassazione, aborto e politica estera.
Molti dei sostenitori del 1988 hanno poi sostenuto di nuovo Paul nella campagna presidenziale del 2008. Il segretario della campagna elettorale paulista, Kent Snyder, è lo stesso che seguì la campagna del 1988, quando si sentì dire dal senatore John McCain "Tu stai lavorando per l'uomo più onesto del Congresso". Dopo le elezioni Ron Paul fondò il think tank FREE (Foundation for Rational Economics and Education), pubblicò diversi saggi e continuò la sua attività medica fino al ritorno in Congresso del 1996.

## Campagna presidenziale del 2008
Il 19 febbraio 2007, Ron Paul ha creato un comitato esplorativo in vista di un'eventuale candidatura alle presidenziali del 2008. Il 12 marzo 2007 ha annunciato la sua candidatura alla Presidenza degli Stati Uniti e quindi la sua intenzione di competere per la candidatura repubblicana. L'avvenimento più importante della sua campagna elettorale, certamente quello che lo ha fatto conoscere al grande pubblico, è avvenuto il 9 ottobre 2007: durante un dibattito fra tutti gli aspiranti candidati repubblicani sull'importante network americano CNBC, ha creato molto imbarazzo e disagio tra i suoi avversari su temi cruciali, soprattutto in politica estera.
A seguito di questo intervento i sondaggi arrivati alla CNBC sul vincitore del dibattito davano Ron Paul come vincitore assoluto con il 75% dei voti, creando ulteriore disagio nell'establishment repubblicano. Ron Paul nella sua campagna elettorale punta moltissimo alla raccolta di fondi da donazioni volontarie individuali (ha raccolto dai soldati americani più donazioni lui da solo che tutti i candidati repubblicani e democratici), il suo obiettivo e del suo entourage è quota 12 milioni (obiettivo raggiunto e ampiamente superato), quota ritenuta indispensabile per cercare davvero la vittoria alla primarie del partito e alle presidenziali.
In una sola giornata, il 5 novembre 2007, è riuscito a raccogliere 4,2 milioni di dollari, record storico di donazioni giornaliere di tutti gli Stati Uniti. Nel solo mese di novembre, tra cui spicca certamente il moneybomb del 5 novembre, è riuscito ad accumulare circa 7 milioni di dollari, primo fra tutti i candidati alle presidenziali. Il 16 dicembre 2007, ovvero nel 234º anniversario del Boston Tea Party, Ron Paul è riuscito a raccogliere quasi 6,3 milioni di dollari, record assoluto di donazioni giornaliere negli Stati Uniti, raggiungendo quota 18 milioni totali, ma soprattutto, creando molto stupore intorno a sé, in primis fra i media internazionali.

Nella giornata del 21 gennaio 2008, ovvero nel Martin Luther King Day, due settimane prima del Super Tuesday, si è svolto il terzo moneybomb della campagna elettorale di Ron Paul. In una sola giornata sono stati raccolti poco meno di 2 milioni di dollari, un risultato molto buono che permette a Paul di raccogliere fondi molto utili per il Super Tuesday che si terrà il 5 febbraio. Il 1º febbraio 2008, in occasione del 51º anniversario di nozze di Ron e Carol Paul, si è tenuto l'ennesimo moneybomb. La somma delle donazioni di quel giorno è stata di poco superiore al milione di dollari, ossia il quarto risultato migliore della campagna fondi di Ron Paul.

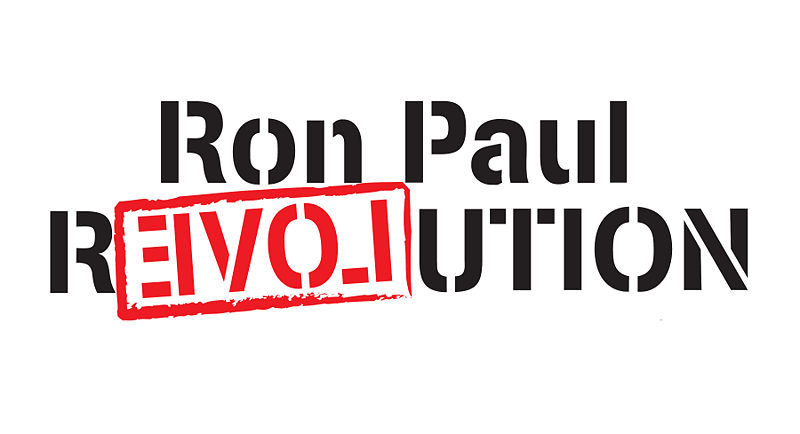
Simbolo della Ron Paul Revolution

La Ron Paul's Campaign for Liberty (Campagna per la Libertà di Ron Paul) è un'organizzazione politica fondata da Ron Paul. Tale associazione è la naturale continuazione della campagna presidenziale di Paul in occasione delle elezioni del 2008. È anche chiamata C4L. La sua nascita, avvenuta il 10 giugno 2008, è stata annunciata ufficialmente il 12 luglio dello stesso anno, in concomitanza con lo stop della campagna presidenziale di Ron Paul. Il motto di tale organizzazione è: The Revolution Continues... (La Rivoluzione Continua...).

## Ombre su Ron Paul
Da molte parti si sono levate forti accuse di censura nei confronti di Ron Paul da parte dei mass media americani. Sembrerebbe una conferma di ciò l'esclusione di Ron Paul, da parte di Fox News, dal dibattito tra i candidati repubblicani del 6 gennaio 2008, nonostante egli fosse dato da tutti i sondaggi come uno dei protagonisti certi delle primarie in New Hampshire, che si sarebbero svolte due giorni dopo. Proprio questa scelta del network ha scatenato le ire dei sostenitori di Ron Paul, che hanno subissato di email la sede della Fox.
Il 19 gennaio 2008 durante gli scrutini dei caucus in Nevada, caucus dove Paul è arrivato sorprendentemente secondo con il 14% dei voti, la Fox, uno dei maggiori network statunitensi, nella grafica riassuntiva delle posizioni ha tralasciato di inserire il candidato libertariano che in quel momento era terzo a pari merito con John McCain, inserendo invece Mike Huckabee che era all'8% e in quarta posizione.
Il 23 dicembre 2007 il giornalista investigativo Daniel Estulin ha dichiarato che, da fonti abbastanza sicure, sarebbe venuto a conoscenza di un presunto progetto teso all'uccisione di Ron Paul, per via dei temi e del programma portato dal candidato repubblicano alle elezioni, che se attuati, cambierebbero radicalmente l'assetto economico e geopolitico statunitense e non solo, intaccando inevitabilmente gruppi di potere molto forti. Nei giorni successivi al caucus in Iowa tenutosi il 3 gennaio 2008, che ha visto Paul piazzarsi al quinto posto con il 10%, sono apparse, su molti siti di sostegno per il candidato repubblicano, delle notizie riguardo possibili sabotaggi che avrebbero fatto perdere molti voti a Paul in Iowa.
Voci di vere e proprie frodi si sono diffuse il giorno successivo alle votazioni in New Hampshire. Secondo varie fonti, in molte contee dello Stato americano sarebbero spariti voti per il candidato libertario, voti che avrebbero permesso a Paul di scalare la classifica e arrivare fino al terzo posto. L'11 gennaio 2008, dopo il ricorso presentato da un candidato del Partito Repubblicano (Albert Howard) e uno del Partito Democratico (Dennis Kucinich), il Segretario di Stato del New Hampshire, William Gardner, ha annunciato in una conferenza stampa che, a partire da mercoledì 16 gennaio, sarebbe ricominciato il ricontaggio manuale di tutte le schede votate nelle elezioni primarie dello Stato.

## Campagna presidenziale del 2012
(Il motto della campagna presidenziale 2012 di Ron Paul)
Ron Paul è stato candidato per la nomina del Partito Repubblicano alla presidenza degli Stati Uniti nelle elezioni del 2012. A partire dal 2010 ci fu la speculazione tra esperti e giornalisti circa la prospettiva di Ron Paul ad una nuova corsa per la presidenza nel 2012. Il 12 febbraio 2011, nella conferenza annuale dei conservatori americani (Conservative Political Action Conference) presso New Orleans, in un tradizionale vote test, gli elettori repubblicani eleggono per il secondo anno consecutivo Ron Paul come prima scelta di candidato repubblicano alle presidenziali del 2012. Questo voto informale, detto "Straw poll" (voto di paglia) è il primo grande sondaggio per i conservatori nella corsa alle presidenziali del 2012. Ron Paul è stato scelto dal voto di una platea di quasi 4.000 persone.
Il 21 febbraio 2011, viene avviata una raccolta di fondi tra i suoi sostenitori con lo scopo di influenzare la decisione di Ron Paul a candidarsi alla presidenza nel 2012. Il risultato di questa raccolta è di oltre 700.000 dollari in 24 ore. Nel marzo 2011, Ron Paul vince lo straw poll tenutosi presso i Tea Party Patriots a Phoenix in Arizona. Il 14 aprile 2011, Ron Paul annuncia la formazione di un gruppo di lavoro per decidere se entrare ufficialmente nella gara entro maggio. Il 26 aprile, 2011, ha formalmente annunciato, a Des Moines in Iowa, la formazione di un comitato esplorativo ufficiale alla campagna per la nomination presidenziale repubblicana nel 2012.
Ha partecipato al primo dibattito presidenziale repubblicano il 5 maggio 2011., nello stesso giorno, ha svolto un'altra raccolta di denaro ottenendo oltre 1 milione di dollari di donazioni nel giorno del dibattito. Il 13 maggio 2011, in una trasmissione nazionale della ABC Good Morning America, Ron Paul ha formalmente annunciato la sua candidatura per la nomination repubblicana alle elezioni presidenziali del 2012. Il 18 giugno 2011, in occasione della Conferenza per la leadership repubblicana tenutasi a New Orleans, Louisiana, Ron Paul ha vinto lo straw poll con quasi il 40 per cento dei voti totali. Nel luglio 2011 sono iniziate in New Hampshire, Iowa e Nevada le trasmissioni della prima pubblicità radiotelevisiva della campagna presidenziale 2012 di Ron Paul.
Il 14 agosto 2011 Ron Paul si è classificato secondo all'Ames Straw Poll dell'Iowa con 4671 voti (ovverosia il 27,6% delle preferenze) subito dietro ai 4823 voti (ovverosia il 28,5% delle preferenze) conseguiti da Michele Bachmann, nativa dell'Iowa. La differenza tra i due è stata di 152 voti cioè dello 0,9%. In termini assoluti Ron Paul si è piazzato quarto come numero di voti ricevuti durante tutta la pluridecennale storia degli Ames Straw Poll. Il 17 settembre 2011, durante la convention repubblicana della California, Ron Paul ha affermato che gli USA dovrebbero ritirarsi dalla NATO.
Il 18 settembre 2011 Tom Del Beccaro, presidente del Partito Repubblicano della California, ha annunciato la vittoria di Ron Paul agli straw poll californiani tenutisi durante la convention repubblicana autunnale dello Stato. Ron Paul ha conseguito il 44,9% dei voti davanti a Rick Perry, secondo con il 29,3%, Mitt Romney, terzo con l'8,8%, e Michele Bachmann, quarta con il 7,7%. Nella raccolta fondi chiamata "Constitution Day Money Bomb", promossa dai sostenitori del candidato repubblicano e tenutasi durante le medesime ore dello straw poll californiano, Ron Paul ha superato il milione di dollari complessivi ottenuti grazie alle donazioni elargite via internet da più di 18000 contribuitori. All'annuncio dei risultati, i delegati presenti alla convention californiana hanno iniziato a intonare lo slogan: "President Paul, President Paul". Complessivamente Ron Paul ha ricevuto più voti di quelli del secondo e del terzo classificato messi insieme.
Nel 2011 Ron Paul è risultato essere il politico che ha ricevuto più donazioni da parte dei membri delle forze armate statunitensi ottenendo il 50% di tutti i loro contributi, seguito da Barack Obama con il 28%. Rispetto agli altri principali candidati alla nomination repubblicana i militari in servizio attivo hanno donato 10 volte più contributi a Ron Paul rispetto che a Mitt Romney e 100 volte di più che a Newt Gingrich. L'esito delle elezioni primarie, salvo sporadici exploit negli stati più piccoli, è stato però negativo: Ron Paul ha conquistato solo 158 delegati su 2286 per la Convention Repubblicana pertanto il 14 maggio 2012 ha annunciato la sospensione della propria campagna elettorale..

## Scritti
- Evaluation of Renal Biopsy in Pregnancy Toxemia, 1969
- Gold, Peace, and Prosperity: The Birth of a New Currency, 1981
- The Case for Gold: a Minority Report of the U.S. Gold Commission, 1982
- Abortion and Liberty, 1983
- Ten Myths About Paper Money, 1983
- Mises and Austrian Economics: A Personal View, 1984
- Freedom Under Siege: The U.S. Constitution After 200 Years, 1987
- Challenge to Liberty: Coming to Grips with the Abortion Issue, 1990
- The Ron Paul Money Book, 1991
- A Republic, If You Can Keep It, 2000
- The Case for Defending America, 2002
- A Foreign Policy of Freedom: Peace, Commerce, and Honest Friendship, 2007
- Pillars of Prosperity, 2008
- The Revolution: A Manifesto, 2008; tr. it. La terza America. Un manifesto
- End the Fed, 2009; tr. it. End the Fed. Abolire la banca centrale
- Liberty Defined, 2011